# 恩佐·波利托
恩佐·波利托（義大利語：Enzo Polito，1926年10月29日—），意大利前男子水球运动员。他曾代表意大利国家队参加1952年夏季奥林匹克运动会水球比赛，结果获得一枚铜牌。